# 嘉納修治
嘉納 修治（かのう しゅうじ、1950年〈昭和25年〉2月22日 - ）は、日本の実業家。株式会社フジ・メディア・ホールディングス前代表取締役会長、株式会社フジテレビジョン前代表取締役会長。
関西テレビ放送株式会社代表取締役会長、株式会社産業経済新聞社監査役、株式会社サンケイビル監査役などを歴任した。兵庫県神戸市出身。

## 経歴
灘の酒造家である嘉納家の一門・乾嘉納家出身。菊正宗酒造取締役や監査役を務めた嘉納芳治の長男として生まれる。母は九代目嘉納治郎右衛門（本嘉納家9代目当主）の五女・周子。曽祖父に八代目嘉納治郎右衛門（本嘉納家8代目当主）と土居通博。
1972年3月、慶應義塾大学経済学部卒業後、フジテレビジョン入社。財務・経理畑を長く担当し、1999年に経理局長、2001年に同社取締役に就任した。2013年6月、フジ・メディア・ホールディングス取締役副社長を経て、2015年6月、フジ・メディア・ホールディングス代表取締役社長兼COOに就任。
2017年5月、フジ・メディア・ホールディングス代表取締役会長、フジテレビジョン代表取締役会長に昇任。2019年6月、関西テレビ放送代表取締役会長に就任。2024年6月、再びフジ・メディア・ホールディングス代表取締役会長、フジテレビジョン代表取締役会長に就任。
2025年1月27日、中居正広・フジテレビ問題をめぐり、フジ・メディア・ホールディングス会長、フジテレビジョン会長を引責辞任した。なお、発端となる中居正広の女性トラブルについては、2024年12月下旬の週刊誌報道まで知らされていなかった。

## 映画
- 南極物語（1983年、東宝） - 製作経理